# Station Svingen
Station Svingen (Noors: Svingen holdeplass) is een halte in Svingen in de gemeente Fet in fylke Viken in Noorwegen. De halte uit 1932 is gelegen aan Kongsvingerbanen. Svingen wordt bediend door lijn L14, de stoptrein tussen Asker en Kongsvinger.